# Attentato di Istanbul del 28 giugno 2016
L'attentato all'Aeroporto di Istanbul-Atatürk del 28 giugno 2016 è un attentato terroristico portato a termine da almeno tre uomini kamikaze nella zona degli arrivi dell'aeroporto Ataturk. La responsabilità dei fatti è stata attribuita, visti anche precedenti simili, a terroristi legati all'organizzazione terroristica nota come Stato Islamico.

## Contesto
Al momento dell'incidente, Istanbul era già stata oggetto di tre attacchi terroristici nel 2016: due attentati suicidi, uno a gennaio e l'altro a marzo, attribuiti allo Stato Islamico e un terzo nel mese di giugno rivendicato dai Falchi per la liberazione del Kurdistan (Tak). Anche altre città della Turchia sono state bersaglio di attacchi terrorisitci: il 10 ottobre 2015 due kamikaze, presumibilmente appartenenti allo Stato Islamico, si fecero esplodere nel corso di una marcia per la pace, causando oltre 100 vittime.
Prima ancora c'era stata la strage di Suruc presso un centro culturale curdo al confine con la Siria, per mano di un kamikaze dell'ISIS. Poi, nei primi mesi del 2016, la capitale Ankara fu teatro di altri due attentati, questa volta per opera di miliziani curdi del PKK, responsabili anche dell'attentato del 7 giugno 2016 a Istanbul. Anche se nel 2016 gli scontri tra i miliziani curdi e le autorità turche si sono spostati nelle aree rurali, le principali città restano obiettivi probabili. L'escalation di attacchi si è avuta nel 2015, quando il Governo di Ankara ha rotto il patto con i curdi.

## Esplosioni
Poco prima delle 22:00, due assalitori si sono avvicinati allo scanner a raggi X e hanno aperto il fuoco. Gli agenti di polizia hanno poi risposto al fuoco e gli assalitori si sono fatti esplodere tra le persone. Tramite una telecamera, è stato possibile vedere un assalitore che camminava armato. L'aggressore è stato poi colpito da un funzionario della sicurezza a distanza ravvicinata, provocando la sua caduta a terra. L'agente di sicurezza si è poi avvicinato all'aggressore ed è fuggito dopo aver notato la cintura esplosiva, che, azionata dal terrorista, è esplosa. Gli attentatori erano in tutto tre: i primi due si sono fatti esplodere nei pressi dei terminal arrivi e partenze; il terzo, ferito, si è fatto esplodere nell'area parcheggi, prima che potesse raggiungere un'area affollata.
Molti viaggiatori hanno descritto ciò che hanno visto. Un uomo ha dichiarato: "Abbiamo visto l'uomo sparare a casaccio. Stava sparando a chiunque si trovasse di fronte a lui. Era vestito di nero ed era a volto scoperto. Ero a 50 metri di distanza da lui. Ci siamo nascosti dietro un bancone, però sono riuscito ad alzarmi in piedi e l'ho guardato. Ci sono state poi due esplosioni. A quel punto aveva smesso di sparare. Lui si é voltato e ha iniziato a venire verso di noi. Si guardava intorno con ansia per vedere se qualcuno lo stesse per fermare e poi è andato giù per la scala mobile. Abbiamo sentito due spari e poi un'altra esplosione e poi era tutto finito". Le autorità hanno riferito che in realtà il commando era composto da altri attentatori: una donna è stata arrestata poco dopo, mentre tre terroristi si sono dati alla fuga.

## Vittime
Negli attacchi, escludendo gli attentatori, sono state uccise 45 persone:
| Nazionalità    | Morti | Feriti |
| -------------- | ----- | ------ |
| Turchia        | 23    | 182    |
| Arabia Saudita | 6     | 27     |
| Palestina      | 3     | 6      |
| Giordania      | 3     | 0      |
| Iraq           | 2     | 0      |
| Iran           | 1     | 5      |
| Ucraina        | 1     | 3      |
| Afghanistan    | 1     | 2      |
| Uzbekistan     | 1     | 1      |
| Turkmenistan   | 1     | 1      |
| Tunisia        | 1     | 1      |
| Cile           | 1     | 0      |
| Cina           | 1     | 0      |
| Sudafrica      | 0     | 2      |
| Kirghizistan   | 0     | 2      |
| Lettonia       | 0     | 1      |
| Corea del Sud  | 0     | 1      |
| Canada         | 0     | 1      |
| Indonesia      | 0     | 1      |
| Francia        | 0     | 1      |
| Russia         | 0     | 1      |
| Germania       | 0     | 1      |
| Armenia        | 0     | 1      |
| Totale         | 45    | 239    |